# Itzhak Perlman
Pour les articles homonymes, voir Perlman.
Itzhak Perlman, né le 31 août 1945 à Tel Aviv, est un violoniste et pédagogue israélien. Il est considéré comme l'un des plus grands violonistes du XXe siècle et du XXIe siècle.

## Biographie
Perlman a contracté la poliomyélite à l'âge de quatre ans, ce qui l'a condamné à marcher avec des béquilles et l'oblige à jouer du violon uniquement en position assise.
Il étudie d'abord à l'Académie de Musique « Choulamit » de Jaffa avant de partir pour les États-Unis pour étudier à la Juilliard School avec Ivan Galamian. Il fait assez vite ses débuts au Carnegie Hall en 1963.
Par la suite, Perlman voyage beaucoup. Il effectue de nombreux enregistrements, et à partir des années 1970 commence à apparaître dans des émissions de télévision telles que The Tonight Show et 1, rue Sésame, et joue aussi à maintes occasions à la Maison-Blanche. Entre les années 1980 et le début des années 1990, ses apparitions le mardi et jeudi soir avec l'Orchestre philharmonique de Los Angeles et le récital du mercredi soir « Virtuoso Series » furent de grands moments de la saison d'été du Hollywood Bowl.
En 1987, il s'associe à l'Orchestre philharmonique d'Israël pour ses concerts à Varsovie et Budapest, ainsi que dans d'autres pays de l'Est. Il le rejoint à nouveau en 1990 pour jouer en Chine et en Inde.
Il effectue une solide carrière dans l'enseignement, et donne des cours privés et magistraux de violon et de musique de chambre à travers le monde. Il est actuellement le titulaire de la Dorothy Richard Starling Chair of Violin Studies à la Juilliard School, poste qu'occupait auparavant son professeur, Dorothy DeLay.
Perlman a également joué comme soliste pour de nombreuses musiques de films (Fantasia 2000), en particulier des partitions de John Williams, comme celle de La Liste de Schindler, qui a reçu l'Oscar de la meilleure musique de film, et plus récemment en compagnie du violoncelliste Yo-Yo Ma celle de Mémoires d’une geisha. Il joue son propre rôle dans Tout le monde dit I love you de Woody Allen.
Perlman a joué avec de nombreux autres musiciens célèbres. Parmi eux : Jacqueline du Pré, Daniel Barenboim, Pinchas Zukerman, Yo-Yo Ma, Jessye Norman, et Iouri Temirkanov (à l'occasion du 150e anniversaire de Tchaikovsky) ; mais aussi Frederica von Stade, Rudolf Firkušný, et John Williams.
En plus de jouer et d'enregistrer de la musique classique - l'activité pour laquelle il est devenu célèbre -, Perlman pratique également le jazz et le klezmer. Il a aussi abordé la direction d'orchestre, au poste de chef invité principal de l'Orchestre symphonique de Détroit.
Perlman a reçu de nombreuses distinctions, telles que le Kennedy Center Honors en 2003.
Sa version des Vingt-quatre Caprices pour violon de Paganini figure parmi ses enregistrements les plus connus.
Le 20 janvier 2009, il joue en compagnie de Gabriela Montero, Yo-Yo Ma et Anthony McGill lors de l'investiture de Barack Obama. Il s'agissait de l'œuvre Air and Simple Gifts, composée par John Williams pour cette occasion.

## Instrument
Depuis 1986, Itzhak Perlman est propriétaire et joue sur le Stradivarius Soil, un violon de 1714 que lui a cédé Yehudi Menuhin,.

## Discographie

### Pour le  labelDeutsche Grammophon
- 1980 - Alban Berg / Stravinsky : Concertos pour violon, Orchestre symphonique de Boston, dir. Seiji Ozawa
- 1983 - Saint-Saëns : Concerto pour violon no 3 ; Wieniawski : Concerto pour violon no 2 - Orchestre de Paris, dir. Daniel Barenboim
- 1983 - Mozart : Concertos pour violon et orchestre nos 1, 2, 3, 4 et 5 ; Adagio KV. 261 ; Rondo KV. 269 ; Rondo KV. 343 - Orchestre philharmonique de Vienne, dir. James Levine
- 1984 - Mozart : Sonates pour piano et violon K. 301, 302, 303, 304 ; Daniel Barenboim (piano)
- 1985 - Mozart : Symphonie concertante K. 364, Pinchas Zukerman (alto) ; Concertone K. 190, Zukerman (violon) - Orchestre philharmonique d'Israël, dir. Zubin Mehta[4]
- 1987 - Pablo de Sarasate : Fantaisie sur Carmen ; Ernest Chausson : Poème ; Saint-Saëns : Havanaise, Introduction et rondo capriccioso ; Ravel : Tzigane - New York Philharmonic, dir. Zubin Mehta
- 2000 - « The Mozart Collection » 4 CD : Les sonates pour violon et piano, Daniel Barenboim (piano)
- 2002 - Tchaikovsky, Chostakovitch : Concertos pour violon - Orchestre philharmonique d'Israël, dir. Ilya Gringolts
- 2006 - Beethoven : Sonates no 9 et no 5, Vladimir Ashkenazy (piano)
- 2007 - Elgar : Concerto pour violon ; Chausson : Poème avec l'Orchestre symphonique de Chicago, dir. Daniel Barenboim et le New York Philharmonic, dir. Zubin Mehta
- 2007 - Franck : Sonate pour violon et piano ; Brahms : Trio pour violon, cor et piano

### Pour le labelMCA
- 1993   « Schindler’s List » BO du film  La liste de Schindler.

### Pour  le labelEMI
- 1977 - Brahms : Concerto pour violon en ré majeur - Orchestre symphonique de Chicago, dir. Carlo Maria Giulini
- 1977 - Jean-Marie Leclair : Sonate pour 2 violons en mi mineur, op. 3 no 5 ; Wieniawski : Études-Caprices pour 2 violons, op. 18 nos 1 et 2 ; Johan Halvorsen : Passacaglia sur un thème de Haendel, pour violon et alto, en sol mineur (Zukerman, alto) ; Louis Spohr : Duo concertant op. 67 no 2 en ré majeur - Pinchas Zukerman, violon et alto. Vinyle, réédité en CD en 1987 (Emi 749321 2).
- 1978 - Vieuxtemps : Concertos pour violon nos 4 et 5 - Orchestre de Paris, dir. Daniel Barenboim (vinyle)
- 1980 - Sibelius : Concerto en ré mineur - Orchestre symphonique de Pittsburgh, dir. André Previn
- 1980 - Korngold : Concerto en ré majeur ; Goldmark : Concerto en la mineur - Orchestre symphonique de Pittsburgh, dir. André Previn
- 1981 - Beethoven : Concerto pour violon en ré majeur - Philharmonia Orchestra, dir. Carlo Maria Giulini
- 1984 - Khatchatourian : Concerto pour violon - Orchestre philharmonique d'Israël, dir. Zubin Mehta
- 1988 - Bach : Sonates et partitas pour violon seul
- 1988 - Bruch : Concerto pour violon no 2, Fantaisie écossaise - Orchestre philharmonique d'Israël, dir. Zubin Mehta
- 1994 « Bits And Pieces » avec Samuel Sanders (en) (piano)[5]
- 1995 « The American Album » Bernstein, Barber, Foss - Orchestre symphonique de Boston, Seiji Ozawa
- 1996 « Klezmer 2 » : « Live in the Fiddler’s House »
- 1996 « A La Carte » avec The Abbey Road Ensemble, dir. Lawrence Foster[6]
- 1998 « Itzhak Perlman's Greatest Hits », Elgar, Debussy, Pablo de Sarasate, Kreisler
- 1999 - Beethoven : Sonate pour violon no 9 « à Kreutzer » en la majeur, op. 47 ; Franck : Sonate pour violon et piano
- 1999 « Concertos From My Childhood » Concertos de Rieding, Accolay, Seitz, Viotti, de Bériot - Juilliard Orchestra, dir. Lawrence Foster
- 2000 - Paganini : 24 Caprices
- 2000 « Itzhak Perlman’s Greatest Hits » vol. 2, Samuel Sanders (piano)
- 2003 « The French Album »
- 2003 « The Kreisler Album » avec Samuel Sanders (piano)
- 2003 « Tradition » Orchestre philharmonique d'Israël, dir. Dov Seltzer
- 2003 - Antonín Dvořák : Concerto pour violon ; Romance ; Sonatina ; 4 pièces romantiques - Orchestre philharmonique de Londres, dir. Daniel Barenboim, Samuel Sanders (piano)
- 2003 « Encores » avec Samuel Sanders (piano)
- 2003 - Paganini : Concerto pour violon no 1, Pablo de Sarasate : Fantaisie sur Carmen - Royal Philharmonic Orchestra et The Abbey Road Ensemble, dir. Lawrence Foster
- 2003 - Prokofiev : Concertos pour violon ; Sonate pour 2 violons avec Pinchas Zukerman (violon), BBC Symphony Orchestra, dir. Guennadi Rojdestvenski.
- 2003 - Brahms : Concerto pour violon ; Sonatensatz ; Les danses hongroises avec l'Orchestre philharmonique de Berlin, dir. Daniel Barenboim, Vladimir Ashkenazy (piano)
- 2003 - Chostakovich : Concerto pour violon no 1 ; 3 duos ; Glazounov : Concerto pour violon avec l'Orchestre philharmonique d'Israël, dir. Zubin Mehta, Samuel Sanders (piano)
- 2003 - Tchaïkovsky et Mendelssohn : Concertos pour violon avec l'Orchestre de Philadelphie, dir. Eugene Ormandy ; Orchestre symphonique de Londres, dir. André Previn
- 2003 - Mozart : Concerto pour violon no 3 ; Symphonie no 41, Jupiter - Orchestre philharmonique de Berlin
- 2003 « Virtuoso Violin »  Manuel de Falla, Pablo de Sarasate - Royal Philharmonic Orchestra, Orchestre symphonique de Pittsburgh, dir. André Previn, Samuel Sanders (Piano)
- 2003 - Bach : Concertos pour violon avec le English Chamber Orchestra, dir. Daniel Barenboim
- 2003 « The American Album » Samuel Barber, Leonard Bernstein - Orchestre symphonique de Boston, dir. Seiji Ozawa
- 2004 - Beethoven : Piano Trios vol. 1, Vladimir Ashkenazy (piano), Lynn Harrell (violoncelle).
- 2004 - Beethoven : Piano Trios vol. 2, Vladimir Ashkenazy (piano), Lynn Harrell (violoncelle).
- 2005 - Beethoven : Concerto pour violon ; Brahms : Concerto pour violon (DVD)
- 2005 - Bach : Concertos pour violon (réédition)
- 2006 « Encores » Kreisler, De Falla, Tartini
- 2009 - Vivaldi « Les 4 saisons » avec Orchestre philharmonique de Londres et Orchestre philharmonique d'Israël

### Pour le label RCA Victor
- 1991 - Jean-Marie Leclair : Sonate pour 2 violons en fa majeur, op. 3 no 4  - Mozart : Duo pour violon et alto en sol majeur, no 1 K. 423 et le Duo pour violon et alto en si bémol majeur, no 2 K. 424, Pinchas Zukerman, violon et alto.

### Pour le labelSony
- 1997 « Cinema Serenade » avec l’Orchestre symphonique de Pittsburgh, dir. John Williams[7]
- 2002 « Classic Perlman : Rhapsody »
- 2010 - Mendelssohn : Trio no 1 op. 49 ; Trio no 2 op. 66, Yo-Yo Ma (violoncelle), Emanuel Ax (piano)

### Pour le labelTelarc
- 1998 « Marita and Her Heart’s Desire: A Musical Fairy Tale »

## Récompenses et distinctions
- Grammy Award for Best Chamber Music Performance :
  - Sonates pour violon et piano de Beethoven : Itzhak Perlman & Vladimir Ashkenazy (1979)
  - Musique pour deux violons (Moszkowski : Suite pour deux violons / Chostakovich : Duets / Prokofiev : Sonate pour deux violons) : Itzhak Perlman & Pinchas Zukerman (1981)
  - Trio pour piano en la mineur, op. 50 de Tchaïkovsky : Vladimir Ashkenazy, Lynn Harrell & Itzhak Perlman (1982)
  - L'intégrale des trios avec piano de Beethoven : Vladimir Ashkenazy, Lynn Harrell & Itzhak Perlman (1988)
  - Les trois sonates pour violon de Brahms : Daniel Barenboïm & Itzhak Perlman (1991) Side by side avec le pianiste Oscar Peterson (Telarc)
- Prix Genesis 2016